# 6710 Apostel
6710 Apostel eller 1989 GF4 är en asteroid i huvudbältet som upptäcktes den 3 april 1989 av den belgiske astronomen Eric W. Elst vid La Silla-observatoriet. Den är uppkallad efter den belgiske filosofen Leo Apostel.
Asteroiden har en diameter på ungefär 11 kilometer.